# Tetragnatha stelarobusta
Tetragnatha stelarobusta là một loài nhện trong họ Tetragnathidae.
Loài này thuộc chi Tetragnatha. Tetragnatha stelarobusta được miêu tả năm 1992 bởi Gillespie.